# Дора Рангелова
Дора Здравкова Рангелова е българска тенисистка, състезателка за Фед Къп, като в актива си има четири победи и седем загуби. През 2004 и 2007 г. е избрана от БФТ за капитан на отбора на България за Фед Къп.
Понастоящем Дора Рангелова е спортен директор и главен треньор на Тенис клуб „Локомотив (Пловдив)“.
Член е на треньорския съвет и председател на Комисията по професионален тенис на Българската федерация по тенис. От 2008 г. е капитан на отбора на България за Фед Къп.
Племенница е на известния тенисист Рангел Рангелов, и майка на Димитър Кузманов.

## Финали

### Загубени финали на сингъл (1)
| Година | Турнир        | Категория  | Съперник        | Резултат    |
| 1989   | Атина Мастърс | ITF $ 5000 | Елена Пампулова | 1-6 7-6 1-6 |

### Титли на двойки (1)
| Година | Турнир        | Категория  | Партньор            | Съперници                 | Резултат |
| 1989   | Атина Мастърс | ITF $ 5000 | Светлана Кривенчева | Лили Неяшмич Мери Неяшмич | 6-3 6-4  |